# Els plàtans de Barcelona
Els plàtans de Barcelona és una novel·la de Víctor Mora. És la primera obra de l'autor barceloní. Traduïda pel mateix Víctor Mora, es publicà per primer cop en francès a París, gràcies a l'editorial Les Editeurs Français Reunis, l'any 1966. Aquesta situació va donar-se ja que a Espanya no va passar el filtre de la censura. Finalment, una primera edició en català de la novel·la va ser publicada l'any 1972 tot i que se'n van censurar unes quaranta pàgines. Quatre anys més tard, el 1976, se'n publicà l'edició íntegra sense censura. Els plàtans de Barcelona ha estat traduïda al francès, a l'alemany i altres llengües com el romanès i el castellà. La història es veu altament influenciada per l'experiència que a viure l'autor durant la postguerra i compta amb un gran nombre d'elements autobiogràfics. Aquesta novel·la és la primera d'una trilogia que continuen París flash-back, publicada l'any 1978 i El tramvia blau, que va veure la llum el 1985.

## Argument
El pare de Lluís Martí és Policia de la Generalitat i, en finalitzar la guerra civil, ha de fugir a l'exili amb la seva dona i el seu fill. L'home mor a Llemotges, el municipi francès on han passat l'exili, i Lluís i la seva mare retornen a Barcelona. A la capital catalana viuran tots dos en una pensió fins que la dona acaba morint i l'adolescent és recollit pel seu tiet. Ernest, l'oncle, viu amb la seva muller, l'Aurèlia, i el seu fill, cosí d'en Lluís. Són una família sense gaires recursos i, així i tot, en Lluís que és un infant molt imaginatiu i que té un gran talent pel dibuix somia en convertir-se en un dibuixant famós de còmics (Víctor Mora ho és i si es té present que l'obra té molts elements autobiogràfics, es pot considerar que aquest n'és un d'ells). Tota la ciutat de Barcelona encara pateix les conseqüències de la guerra civil i els bombardejos que patí durant aquesta, arreu s'estén la fam i la por i l'escassetat que assalta la ciutat condicionen l'adolescència del protagonista. Ell, que ha rebut una educació a França i que és un gran lector, ara es troba sense la possibilitat de poder estudiar i es veu treballant de qualsevol cosa. Els pocs diners que aconseguirà de les feines que té (primer de cobrador i més tard de clavador de joies) els invertirà en llibres que l'inspirin i en estris de dibuix per fomentar la seva passió.
La trama principal de la novel·la és la recerca d'aconseguir les quaranta pessetes del propietari del taller on treballa Lluís i que aquest darrer s'ha quedat. El títol de la novel·la fa referència als plàtans de la ciutat sota els quals el protagonista farà mans i mànigues per intentar aconseguir aquestes monedes. Durant un dia, Lluís recorrerà Barcelona buscant, sense èxit, un conegut que el pugui ajudar. Mora, així, busca reflectir el teixit social de la ciutat i les diverses realitats que hi conviuen en ple franquisme. Durant aquest pelegrinatge, Lluís passejarà per diversos espais de la població i és així com Mora descriu totes les versions de la vida Barcelona. Apareixen escenaris humils com el barri de Somorrostro o la Model, sobretot els presos polítics que hi estan internats però el jove també visita els barris més rics de la ciutat. Mentre Lluís recorre la seva ciutat natal, els records de la seva infantesa l'assalten però al mateix temps somia i fantasia en aquest futur que el traurà de l'escassetat de la seva vida. Mora aconsegueix, amb canvis de temps, mostrar la infantesa del personatge i diverses situacions que l'han afligit al llarg de la seva vida: la guerra civil, l'exili a França i com els nazis varen ocupar el país i va haver de tornar a Espanya. Tot i que segons el parer de Lluís Martí a la ciutat hi ha una manca de cultura, el seu cosí, participant en la lluita clandestina, encarna l'esperança d'un possible canvi. Al llarg de la novel·la es fa palpable l'interès que sent Mora pels comunistes i com intenta reflectir la seva situació, silenciats i perseguits durant la postguerra.